# جيفيرسون باوليستا
جيفيرسون باوليستا هو لاعب كرة قدم برازيلي في مركز الوسط، ولد في 27 مارس 1992 في بيراسيكابا في البرازيل. لعب مع بوتافوغو ريغاتاس.

## وصلات خارجية
- جيفيرسون باوليستا على موقع قاعدة بيانات كرة القدم.إي يو (الإنجليزية)
- جيفيرسون باوليستا على موقع Soccerway.com (الإنجليزية)